# Abu Mena
Abu Mena (arapski:: أبو مينا, Abu Mina) je naselje, samostanski kompleks i kršćansko hodočasničko mjesto kasnoantičkog Egipta koje se nalazi oko 45 km jugozapadno od Aleksandrije. Iako ima malo građevina koje stoje, temelji mnogih građevina su jasno vidljivi, poput onih velike bazilike. Zbog toga je Abu Mena upisana na UNESCO-ov popis mjesta svjetske baštine u Aziji i Oceaniji 1979. godine, a na popis ugroženih mjesta svjetske baštine je dospjela zbog propadanje građevina zbog miješanja gline s površine koja postaje "polutečna" u dodiru s "viškom vode". Vlasti su bile primorane postaviti vreće s pijeskom uz temelje najugroženijih građevina. 

## Povijest
Sveti Mena je ranokršćanski mučenik iz Aleksandrije s konca 3. ili početka 4. stoljeća. Razni izvori od 5. stoljeća (npr. etiopski "Sinaksarij", zbirka legendi o mučenicima) navode različite verzije prijenosa njegovog tijela, ali se uglavnom spominje putovanje devom koja je došavši do Abu Mene stala i odbila ići dalje. To je protumačeno božanskom voljom i odlučeno je kako će se tijelo pokapati na tom mjestu. Dalje se navodi kako je ovo mjesto bilo zaboravljeno sve dok se jednog dana jedna bolesna ovca nije uronila u vodu malog izvora na ovom mjestu i odmah ozdravila. Vidjevši to, njezin pastir je otpočeo liječiti koristeći vodu i prašinu s tog mjesta. Vijest o pastiru-liječniku se brzo proširila Carstvom i sam Konstantin I. Veliki je poslao svoju kćer pastiru na liječenje. Ona je pronašla tijelo sv. Menasa i Konstantin je naredio izgradnju crkve na tom mjestu. Do 4. stoljeća to je postalo značajno hodočasničko mjesto za sve kršćane u potrazi za čudotvornim izliječenjem.
Za vladavine Arkadija, cara Istočnog Rimskog Carstva, lokalni nadbiskup je obavijestio Cara o prevelikom mnoštvu hodočasnika koji su opsjedali malenu crkvu i Car je naredio proširenje samostanskog kompleksa izgradnjom tri nove prostrane crkve. Do kraja kasnoantičkog razdoblja, Abu Mena je postala vodećim hodočasničkim mjestom u Egiptu. U samostanu u Abu Meni su se proizvodile tablete od terakote s utisnutim likom sveca s njegove ikone, svetom vodom u glini, koje su se prodavale širom zapadnog Sredozemlja, sve do 7. stoljeća i arapskog osvajanja Egipta, pri čemu je uništeno ovo svetište.
Arheološki lokalitet Abu Mena je prvi put iskopan od 1905. – 07. godine, pri čemu je otkrivena velika bazilika, crkva s relikvijama u blizini i rimske terme Opsežnija iskapanja 1998. godine otkrila su veliku spavaonicu za siromašne hodočasnike s odvojenim prostorijama za muškarce, žene i djecu; ali i opatske (hegoumenos) rezidnecije, krstionice i prostorija za proizvodnju vina iz 6. – 7. stoljeća.
- Hodočasnička glinena čuturica iz 6.-7. st. (Louvre)
- Krist i sv. Mena, koptska ikona iz 6. st. (Louvre)
- Suvremeni samostan u Abu Meni
- Crkva sv. Mena

## Poveznice
- Koptska umjetnost

## Vanjske poveznice
- Abu Mena - uključujući panoramske fotografije od 360˚(engl.) Posjećeno 16. ožujjka 2011.